# بنجی مدن
بنجامین لی‌وای کامبز (به انگلیسی: Benjamin Levi Madden) (زاده ۱۱ مارس ۱۹۷۹) معروف به بنجی مدن موزیسین آمریکایی است. او برادر دوقلوی جوئل مدن، خواننده آمریکایی است.